# Мезијска буква
Мезијска буква (лат. Fagus moesiaca (Domin, Maly) Czecz.) по својим основним карактеристикама слична је европској букви (Fagus sylvatica), па се дуго времена и детерминисала као таква. Тек су новија истраживања током 20. века показала да се она на подручју Балканског полуострва по многим особинама разликује од европске букве која расте у западној Европи и оне која расте на истоку, кавкаске букве.
Мезијска буква тек у скорије време призната је као посебна врста, која расте на Балканском полуострву и по многим особинама се разликује од букве која расте у западној Европи (Fagus sylvatica) и оне која расте на истоку, кавкаске букве (Fagus orientalis). Отуда се у литератури још јављају неслагања око старог (Fagus sylvatica subsp. moesiaca (K. Maly) Szafer) и новог имена овог варијетета (Fagus moesiaca (Domin, Maly) Czecz.). Проблемом мезијске букве бавили су се многи домаћи и страни стручњаци и научници. В. Мишић је проучавао букву и њену варијабилност на територији Југославије и по њему је на том простору распрострањена управо мезијска буква. (Fagus moesiaca (Domin, Maly) Czecz.)

## Распрострањеност
Простране шуме мезијске букве налазе се у централном делу Балканског полуострва - Горском котару, Босни, Србији. Расте углавном на високим планинама и ретко се спушта на ниже надморске висине (Барања, Подравина, Посавина и подручје Ђердапа). Изграђује чисте састојине или расте у заједници са храстом, јавором, јелом и другим врстама дрвећа.

### Мезијска буква у Србији

#### Букове шуме некада
Србија је од почетка па све до половине 19. века била обрасла густим непроходним храстовим и буковим шумама. Њена шумовитост тада је износила, према неким проценама, око 80%. Већ у другој половини 19. века уништавање шума у Србији узело је толико маха да се већ тада схвата значај одржавања и обнављања постојећих шума. У првој половини 19. века, стварањем слободе и државности, Србија привлачи мноштво становништва из крајева који још нису били ослобођени. Све је то довело до крчења храстових шума ради стварања пољопривредног земљишта и четинарских, у планинским подручјима, за повећање пашњачких површина. Тако је дошло до релативног, али и апсолутног повећања површина под буковим шумама - смањила се укупна површина под шумама других врста (храста и четинара), а буква је, као биолошки јача врста, освајала прелазна станишта.

#### Букове шуме данас
Данас мезијска буква у Србији заузима врло широко хоризонтално и вертикално распрострањење. Не може се наћи једино у равничарским пределима Војводине. На свим брдским и планинским масивима буква гради широк појас чистих или мешовитих шума (најчешће са јелом, горским јавором, смрчом и другим врстама), све до преко 1500 m н.в. Поред тога може се наћи и на врло малим надморским висинама, у околини Неготина) и на 70 m н.в. Тако широко хоризонтално и вертикално распрострањење нема ниједна друга наша врста, што указује на изузетно велики значај мезијске букве врсте за шумарску привреду Србије. Данас од скоро 2.500 000 hа под шумом у Србији, чисте и мешовите букове шуме заузимају 50% површине, док у запремини дрвне масе букове шуме учествују са око 60%.

#### Букове прашуме
У Србији се налазе и три букове прашуме: Винатовача, Фељешана и Малиник. Ове три прашуме представљају највредније букове прашуме, не само у Србији већ и на ширем подручју овог региона. У њима у догледно време, а у некима никада није било сеча. Оне су значајне као природна реткост, али и као полигон за научна истраживања са циљем добијања одређених сазнања о производним и осталим могућностима букве на конкретном подручју. Најпознатија међу њима, Винатовача и сама је мало позната широј јавности, па због тога многи мисле да је једина. Налази се у источној Србији, у региону Горње Ресаве, на 37 ha земље, на надморској висини од 640 до 800 m. У њој расту букве старије од 350 година, а људска рука ништа није уређивала, секла нити пошумљавала од најстаријих времена кад је шума настала.

#### Економски значај
Ови подаци мезијску букву свакако сврставају у категорију националне врсте у Србији, а свакако је чине и једном од најзначајнијих шумских врста за српску дрвну индустрију. Значајан развој прераде дрвета Србије почиње после Другог светског рата, тако да је дрвна индустрија Србије 1990. године извезла 191.000 m³ резане грађе букве, 1.609 m³ буковог фурнира, 14.819 m³ лесонит плоча од дрвета букве, 6.891 m³ фурнирских плоча од дрвета букве и 38.617 тона намештаја са значајним учешћем буковог. Дрвна индустрија у Србији је била међу водећим привредним гранама. У последњој деценији 20. и почетком 21. века дрвна индустрија Србије, као и остала прерађивачка индустрија, бележи значајну рецесију. Разлози за то су бројни и они су како економске, тако и политичке природе.

## Услови станишта
Мезијска буква је планинска врста прилагођена умереној и влажној клими. Највише јој одговарају сеновити положаји па у брдским пределима најчешће расте на северним падинама. Најбоље успева на кречњачкој и силикатној подлози, на свежем и богатом земљишту, али може расти и на сиромашном и киселом. Врло је осетљива на климатске екстреме, посебно ране и касне мразеве. Слабо подноси сушу, као и сув ваздух. Најбоље успевају на умерено влажним стаништима, без сушних периода.
На основу висинског распрострањења издвојене су: брдске букове шуме, планинске шуме букве, шуме букве и јеле и субалпијске шуме мезијске букве. На основу едафских услова издвојене су: базифилне шуме букве и црног граба, базифилне шуме букве и мечје леске и ацидофилне шуме мезијске букве. Забележено је и описано 39 асоцијација букових шума у Србији, што показује велики фитоценобиодиверзитет, један од највећих у Европи.

## Изглед
Мезијска буква је, како је већ речено, по много чему слична европској. Достиже висину 30–40 m и пречник стабла до 2 m. Кора је танка, сива и глатка. Коренов систем је у почетку вертикалан, са израженом жилом срчаницом а касније, када се формирају снажне бочне жиле, срцаст.
Пупољци су вретенасти, зашиљеног врха, дуги до 2 cm, на гранама спирално распоређени. Листови су јајастог облика, дуги 4–10 cm, по ободу цели или благо назубљени, понекад благо валовити. Лице листа је тамно зелено, сјајно и голо, а наличје светлије, у младости длакаво дуж нерава и по ободу. Специфичност у односу на европску и кавкаску букву је у томе сто се код мезијске букве јавља разлика између листова светлости (који личе на листове европске букве) и листова сенке (који личе на листове кавкаске букве).
Цветови су једнополни. Мушки су груписани у лоптастим цвастима а женски су у купули у пазуху листа. Купула (овој, чаура) буквице настаје разрастањем дршке цвасти. За време цветања купула је мека, после отврдне и постане дрвенаста, а стипуле се претворе у дуге бодљике или љуске. Зрела купула пуца на 4 дела. У купули су два плода, који се зову буквице. Буквице су троугласте и смеђе, дуг 10–16 mm. Мезијска буква цвета истовремено са листањем, а плодови дозревају током септембра-октобра. Плодови отпадају са грана после првих мразева, у октобру или почетком новембра. У једном килограму има 3.600 до 6.800 буквица. Пуним уродом буква рађа сваке 7. до 12. године. Почиње да плодоноси на узрасту од 40 до 50 година.

## Размножавање
Мезијска буква се успешно размножава генеративним и вегетативним путем. Обилан урод јавља се периодично, а учесталост плодоношења зависи од услова средине и надморске висине и износи 3-4 (ређе 5-10) година. Вегетативно размножавање букве је веома изражено. После чисте сече јавља се велики број изданака из пања. Природно подмлађивање букве у чистим и мешовитим шумама је у складу са њеним биоеколошким карактеристикама, што се одражава на њену заступљенот и висинско распрострањење у Србији. Природно подмлађивање је једини начин обнове букових шума, јер вештачки подигнуте букове шуме или шумске културе у Србији не постоје.

## Болести мезијске букве
На стаблима у шумама букве констатовано је 147 врста гљива. Од гљива које изазивају болести најштетније су врсте из рода Nectria. Гљива Nectria coccinea, заједно са инсектом Cryptococcus fagisuga, узрокује тзв. болест коре букве. Међу гљивама проузроковачима трулежи дрвета далеко највеће економске штете изазивају Fomes fomentarius (труд) и Hypoxylon deustum. Ове гљиве насељавају жива стабла, а настављају разарање дрвета и по обарању стабала, тј. на мртвом дрвету.
- Nectria coccinea
- болест коре букве
- Труд (Fomes fomentarius)
- Hypoxylon deustum

Лажно или црвено срце једна је од главних мана буковог дрвета. Узрок ове појаве није у потпуности објашњен, али сви се у начелу слажу да су у питању оксидациони процеси у паренхиматичним ћелијама. Лажно срце се много раније јавља на стаблима изданачког него семеног порекла.
У састојинама букве на подручју Србије укупно су до сада нађене 142 фитофагне инсекатске врсте. Велики економски значај као штеточине састојина букве има 6 инсекатских врста, од којих су три (Phyllaphis fagi L., Cryptococcus fagisuga Lind. и Rhynchaenus fagi L.) олиофагне и специфичне за букву, док су преостале три (Lymantria dispar L., Operophthera brumata Hbn. и Erannis defoliaria L.) широке полифагне и приликом масовних намножења причињавају штете и у састојинама букве.
- Cryptococcus fagisuga
- Phyllaphis fagi
- Rhynchaenus fagi

Узрок појаве сушења шума букве последица је истовременог негативног утицаја деловања климатских (промена климе), газдинских и биотичких чинилаца. Међу овим факторима посебно место заузима и човек, који је нерационалним искоришћавањима букових шума у прошлости у Србији површину под шумама скоро преполовио. Сече букових шума у прошлости (поготово непосредно после Другог светског рата) нису ни на који начин биле сече обнављања шума, већ су скоро искључиво имале експлоатациони карактер. Овакви поступци са буковим шумама довели су до поремећаја у биоценоском односу па је шума остала осетљива на напад бројних штетних абиотичких и биотичких фактора.

## Употреба и значај
Буково дрво као сировина чини основу зѕ велики део дрвне индустрије, индустрије папира и целулозе, а посебно велику примену налази у производњи резане грађе, железничких прагова; буково дрво користи се и за израду намештаја, шперованог дрвета и фурнира. Такође, због велике калоричне вредности, буково дрво се користи и као огрев. Међутим, буково дрво има малу трајност у спољашњим условима и слабијег је квалитета у односу на дрво других дрвенастих врста (храст, четинари) па је све до друге половине 20. века сматрано готово коровском врстом, те је и мање коришћено. Тек са развојем технологије заштите (парење, импрегнирање) буково дрво постаје вредна сировина. Међутим, шира употреба буковог дрвета делимично је ограничена његовом краткотрајношћу. Буково дрво је неотпорно и представља повољну подлогу за развој многих сапрофитских и паразитских организама. Такође, шира употреба буковог дрвета, посебно за израду железничких прагова, ограничена је и појавом тзв. "лажног (црвеног) срца букве."
Плод букве, буквица или буков жир, је квалитетна храна за узгој стоке, нарочито свиња. Квалитетнија је од храстовог жира, јер садржи више масти а мање горких састојака, али је мање квалитетна од зрневља житарица. Као и жиром и буквицама се стока може хранити у шуми, или се оне могу сушити и на тај начин чувати за зиму или пролеће.
Буквица се користила у људској исхрани од праисторије, а и данас заузима значајно место међу поборницима употребе самониклог јестивог биља у људској исхрани. Код многих европских народа, па тако и народа на Балкану и у нормалним временима а не само током "гладних година", самоникло биље имало великог значаја и удела у исхрани посебно код сиромашнијег сеоског становништва. Употреба букових (и храстових) плодова била је уобичајена појава до половине 20. века.
Буквице није добро јести сирове у већој количини, јер садрже алкалоид фагин. Печењем на температури већој од 100 °C, фагин се распада, па се печени плодови могу јести у неограниченој количини, попут плодова питомог кестена. Плод се такође може користити и као замена за кафу, или млевен, као додатак хлебном брашну. Из плода се може цедити јестиво уље, које је добро и у техници. Уље не садржи фагин, а од килограма плода добија се око пола килограма уља.
Лист је богат витамином Ц и може јести (кад је млад) у несташици друге хране, али се може припремити и као укусна и здрава салата.
Букове шуме су, осим дрвета, значајан извор и осталих производа шума, као што је лековито, зачинско и ароматично биље, шумски плодови и гљиве. Посебан значај имају и заштитне функције букових шума. Њихова улога у заштити пољопривредног земљишта у брдско - планинском подручју немерљива је. Такође је значајна и заштита саобраћајница, као и здравствено - рекреативна и туристичка функција. Велики значај имају воде у подручју букових шума.
Букове шуме имају велики значај и за ловство као привредну делатност. На стаништима букових шума у Србији живи значајан број дивљих животиња, међу којима је ловна дивљач веома разнолика. Укупна ловна површина у заједницама букових шума простире се на преко милион хектара. Природни услови за гајење дивљачи на овим подручјима су повољни, како климатске прилике, тако и богатсво вода и велика количина природне хране, нарочито у вегетационом периоду.

## Значај у озелењавању
Буква има велики значај у озелењавању, посебно за велике парковске површине. Погодна је за формирање великих група и састојина, али може бити незамењива и као солитерно стабло или у комбинацији са другим врстама. Добро подноси орезивање, па се од ње могу формирати густе живе ограде.

## Варијетети
Мезијску букву карактеришу и нижи таксони, а то су три еколошке расе, четири варијетета и две форме:
- Еколошке расе (Мишић, В. 1957) су: brevipedunculata, macrocarpa и longipedunculata.
- Описани варијетети мезијске букве су: var. aurea (Обрад. 1982 ем. Б. Јов., 1978), var. rotundicarpa (Мишић, В., 1957), var. microcarpa (Мишић, В., 1957), var. quercoides (Туцовић, А. ет Јовановић, М., 1964) и var. aurea serbica (Тошић, 2004.).
- Две посебне форме букве су: f. leucodermis (Кораћ, М., 1971) и f. pendula (Остојић, Д. и Димовић, Д., 1999). Мезијска буква се у западној Србији меша са европском буквом (Fagus sylvatica), а у источној Србији са источном буквом (Fagus orientalis), на Старој планини, Сувој планини и Мирочу, и др.[4]

Варијетети различите боје листова (црвени, жути, прошарани и сл.) одавно се узгајају као декоративни култивари и радо се користе у пејзажној архитектури за постизање контраста са зеленим окружењем. Према тврдњи др Михајла Тошића изнесеној у излагању „Нови варијетет букве Fagus moesiaca (K. Maly) Czecz. са златно-жутим лишћем” у Европи су до сада откривена само два варијетета мезијске (балканске) букве са златно-жутим лишћем:
- Златна буква - „Злата власинска” (Fagus moesiaca (K. Maly) Czecz. var. aurea Obrad., 1892 em. Jov. = Fagus sylvatica ’Zlatia’ L. Späth) и
- Буква са златно-жутим лишћем - „Жута буква” (Fagus moesiaca (K. Maly) Czecz. var. aurea serbica Tošić)

### Златна буква - „Злата власинска”
Златна буква (Fagus moesiaca var. aurea = Fagus sylvatica ’Zlatia’), у народу позната као „Злата власинска” је варијетет мезијске букве (Fagus moesiaca) златно-жутог лишћа. Од основне врсте разликује се по боји лишћа које је у различитим нијансама жуте и зелене боје, од златно-жуте на периферним, осунчаним деловима крошње зелене у сеновитим деловима (Јовановић, 1978). Размножава се искључиво вегетативним путем (калем-гранчицама).
Култивар златна буква произведен је вегетативно, калемљењем грана букве жутог лишћа која је случајно откривена 1890. године на Власини. Захваљујући мештанима који „...понесоше неколико гранчица од „жутије” собом, да их покажу начелнику. Начелник... одреди, да се донесе више грана од „жутије” и да се пошаљу у Министарство народне привреде у Београд на стручњачко испитивање... (где) закључише да пошаљу гранчице од „жутије” неком професору у Монаково, да јим овај каже, какво ли је ово чудо божје...” (Обрадовић–Личанин, 1892). Инжењер шумарства Милан Обрадовић-Личанин предосетио је корист за науку и праксу па је испитао жуту букву, окалемио калем-гранчице и 1892. године објавио рад о златолисној букви на Власини, коју је описао као „... неки одрод или суврст наше обичне букве”.
Уследиле су расправе стручњака око тога да ли је „Злата” варијетет обичне букве, сасвим нова врста или само болесна биљка, које су трајале су наредних 20 година. У међувремену је немачки ботаничар, власник чувеног берлинског расадника Л. Шпет (L. Späth), добавио калем-гранчице, размножио је под именом Fagus sylvatica 'Zlatia' L. Späth и проширио ово декоративно дрво по европским парковима, баштама и арборетумима. Обрадовићево име везано је за овај варијетет тек крајем 20. века, када је добио и ново, тачније име Fagus moesiaca (K. Maly) Czecz. var. aurea Obrad., 1892 em. Jov.
Почетком 21. века „Злата” се осушила, али се њени вегетативни потомци могу наћи у многим расадницима. Процењује се да је „Злата власинска“ доживела старост од око 250 година.

### Буква са златно-жутим лишћем – „Жута буква”
Буква са златно-жутим лишћем (Fagus moesiaca (K. Maly) Czecz. var. aurea serbica Tošić), позната и као „Жута буква“ други је варијетет Мезијске букве са жутим листовима. Јавности је откривена 2004. године у селу Засеље код Котор Вароши (Република Српска). Разликује се од основне врсте по листовима који су изразито златно-жуте боје и сјајни. Младе гране су црвенкасте боје. Осим вегетативно овај варијетет се размножава и генеративно, при чему потомство у великом проценту наслеђује златно-жуту боју листова. Старост стабла процењује се на око 250 – 300 година.
Стабло букве са златно-жутим лишћем (Fagus moesiaca (K. Maly) Czecz. var. aurea serbica Tošić) je, према доступним подацима, јединствени варијетет букве у Европи. Заштићено је као споменик природе Жута буква 2012. године и први је дендролошки споменик природе који је заштићен према актуелним законским прописима Републике Српске.